# Hilja Nghaangulwa
Hilja Ndatala-Eenyofi Nghaangulwa (* 1971 oder 1972) ist eine lutherische Geistliche und Bischöfin der Östlichen Diözese in der Evangelisch-Lutherischen Kirche in Namibia (ELCIN). Sie ist nach Naledzani Josephine Sikhwari die zweite lutherische Bischöfin in Afrika und die erste in Namibia.

## Leben
Nghaangulwa war Pastorin in Edundja und Dekanin des Dekanats Oumbangalanhu. Bei der 24. Synode der ELCIN wurde sie im August 2021 zur Stellvertreterin des Bischofselekten der Östlichen Diözese, Martin Ngodji, berufen. Nach dessen plötzlichem Tod schon einen Monat nach seiner Wahl und vor seiner Amtseinführung übernahm sie kommissarisch die Leitung der Diözese.
Während der 25. Synode der ELCIN am 14. August 2024 wurde Nghaangulwa zur Bischöfin der Östlichen Diözese gewählt. Ihre Konsekration fand am 16. Februar 2025 statt.